# Comté de Moora
Pour les articles homonymes, voir Moora (homonymie).
Le Comté de Moora est une zone d'administration locale au sud-est de l'Australie-Occidentale en Australie. Le comté est situé à environ 180 kilomètres au nord de Perth, la capitale de l'État.
Le centre administratif du comté est la ville de Moora.
Le comté est divisé en un certain nombre de localités:
- Bindi Bindi
- Coomberdale
- Koojan
- Miling
- Moora
- Walebing
- Watheroo

Le comté a 9 conseillers locaux et est divisé en 6 circonscriptions qui élisent pour 5 d'entre elles 1 conseiller:
- Moora Town Ward (4 conseillers)
- Bindi Bindi
- Coomberdale
- Koojan
- Miling
- Watheroo.